# Claudia Muralt
Claudia Muralt es una deportista Suiza que compitió en natación sincronizada. Ganó dos medallas de bronce en el Campeonato Europeo de Natación, en los años 1987 y 1989.

## Palmarés internacional
| Campeonato Europeo | Campeonato Europeo    | Campeonato Europeo | Campeonato Europeo |
| Año                | Lugar                 | Medalla            | Prueba             |
| ------------------ | --------------------- | ------------------ | ------------------ |
| 1987               | Estrasburgo (Francia) | Medalla de bronce  | Equipo             |
| 1989               | Bonn (RFA)            | Medalla de bronce  | Equipo             |